# Auguste Dandoy
Pour les articles homonymes, voir Dandoy.
Auguste Dandoy, né à Namur le 27 août 1839 et mort dans sa ville natale le 15 mai 1893, est un artiste peintre paysagiste belge et professeur à l'Académie des Beaux-Arts de Namur.

## Biographie
Auguste Dandoy, né à Namur le 27 août 1839, est le fils de Jean-Baptiste Dandoy, peintre décorateur. En 1871, il épouse Henriette Alisée Gérondal, de cette union naît un fils Albert, artiste peintre lui aussi.
De 1854 à 1857, Auguste Dandoy est l'élève de Ferdinand Marinus à  l'Académie de peinture de Namur. Durant sa formation, il reçoit divers prix : 1855, il remporte le premier prix de principes de dessin, l'année suivante le premier prix d'étude ombrée et en 1857 une médaille du roi. Il devient ensuite l'élève puis l'ami de Joseph Quinaux à l'Académie royale des beaux-arts de Bruxelles et se lie avec Isidore Verheyden ; en dépit des conseils de celui-ci de s'installer à Bruxelles, il revient à Namur où il participe régulièrement à l'exposition triennale des beaux-arts de Namur dès sa première édition en 1868.
En 1872, il est nommé professeur à l'Académie de peinture à l'Académie des Beaux-Arts de Namur et occupe ce poste jusqu'à sa mort en 1893.
Mort à Namur le 15 mai 1893, Auguste Dandoy est inhumé au cimetière de Namur DDB (dit de Belgrade), dans le caveau familial où reposent ses parents,.

## Hommage
Une rue de Namur porte son nom,.